# Susanna... ed i suoi dolci vizi alla corte del re
Susanna... ed i suoi dolci vizi alla corte del re (Frau Wirtin hat auch einen Grafen) è un film del 1968 diretto da Franz Antel.

## Trama
Siamo nella Francia guidata da Napoleone. Un governatore insidia Susanna, una giovane attrice che cerca di sfuggirgli in tutti i modi. Facendo spogliare le altre attrici della compagnia la ragazza otterrà udienza dall'imperatore e la destituzione del governatore.

## Produzione
Il film fu prodotto dall'Aico Film, Hungarofilm, Neue Delta e Terra-Filmkunst.

## Distribuzione
Distribuito dalla Constantin Film, uscì nelle sale cinematografiche della Germania Ovest il 26 novembre 1968. In Italia, fu proiettato il 13 dicembre 1968.